# Robert G. Bergman
Robert George Bergman (* 23. Mai 1942 in Chicago, Illinois) ist ein US-amerikanischer Chemiker.

## Leben
Robert G. Bergman wurde als Sohn von Joseph J. und Stella Bergman, geb. Horowitz, geboren. 1963 machte er am Carleton College seinen Bachelor in Chemie. Unter der Betreuung von Jerome Berson wurde er 1966 an der University of Wisconsin zum Ph. D. promoviert. Robert G. Bergman war von 1966 bis 1967 Postdoktorand in Ronald Breslows Labor an der Columbia University, New York City. Anschließend wechselte er an das California Institute of Technology (Caltech) in Pasadena, wo er Arthur Research Instructor (1967–1969), Assistenzprofessor (1969–1971), außerordentlicher Professor (1971–1973) und ordentlicher Professor (1973–1977) war. 1970 wurde er Sloan Research Fellow. Von 1977 bis 2002 war er Chemieprofessor an der University of California, Berkeley und seit 1978 ist er auch Forscher am Lawrence Berkeley National Laboratory. Seit 2002 ist er Gerald E. K. Branch-Professor für Chemie.
Bergman arbeitet auf dem Gebiet der Organischen Chemie. Er untersuchte zunächst am Caltech die Reaktionsmechanismen organischer Reaktionen. Hierbei entwickelte er Methoden zur Darstellung sehr reaktiver Moleküle, zum Beispiel 1,3-Diradikale und Vinylkationen. 1972 entdeckte er die thermische Cyclisierung von cis-1,5-Hexadiin-3-enen zu 1,4-Dehydrobenzol-Diradikalen, die heute als Bergman-Cyclisierung bekannt ist. Diese Reaktion spielte in den 1980er Jahren eine große Rolle beim Verständnis der Wirkungsweise von Endiin-Antibiotika. Seit Mitte der 1970er Jahre arbeitet Bergman auch auf dem Gebiet der Organometallchemie. Er lieferte Beiträge zur Synthese und zur Reaktion metallorganischer Komplexe und untersuchte hierbei organometallische Verbindungen mit Metall-Sauerstoff- und Metall-Stickstoff-Bindungen. Er entdeckte weiterhin den ersten löslichen metallorganischen Komplexe der Übergangsmetalle, an den die Addition eines gesättigten Kohlenwasserstoffs (C-H-Aktivierung, C-H-Insertion) gelang.
Seit dem 17. Juni 1965 ist Bergman mit Wendy L. Street verheiratet. Sie haben zwei Söhne, David R. und Michael S. Bergman.

## Veröffentlichungen
Bergman publizierte mehr als 400 Aufsätze in wissenschaftlichen Zeitschriften. Seit 2017 zählt ihn Clarivate Analytics aufgrund der Zahl seiner Zitationen zu den Favoriten auf einen Nobelpreis für Chemie (Clarivate Citation Laureates, früher Thomson Reuters Citation Laureates).

## Preise
- 1970–1975: Teacher-Scholar Award (Camille and Henry Dreyfus Foundation)
- 1978: Student Government Award for Excellence in Teaching (California Institute of Technology)
- 1985: Distinguished Alumni Achievement Award (Carleton College)
- 1985: John Bailar Medal (University of Illinois)
- 1986: ACS Award in Organometallic Chemistry (American Chemical Society)
- 1987: Arthur C. Cope Scholar award (American Chemical Society)
- 1990: Edgar Fahs Smith Award (American Chemical Society)
- 1990: Ira Remsen Award (American Chemical Society)
- 1991: Merit Award (National Institutes of Health)
- 1993: Ernest-Orlando-Lawrence-Preis (U.S. Department of Energy)
- 1995: Ehrendoktorwürde des Carleton Collage
- 1996: Arthur C. Cope Award (American Chemical Society)
- 1999: Chemical Pioneer Award (American Institute of Chemists)
- 2001: Edward Leete Award for Teaching and Research in Organic Chemistry (American Chemical Society)
- 2002: Teaching Award (UC Berkeley Department of Chemistry)
- 2003: James Flack Norris Award in Physical Organic Chemistry (American Chemical Society)
- 2003: Monie A. Ferst Award (Sigma Xi)
- 2004: Award for Excellence in Technology Transfer (Lawrence Berkeley National Laboratory)
- 2007: NAS Award in Chemical Sciences (National Academy of Sciences)
- 2013: George A. Olah Award in Hydrocarbon or Petroleum Chemistry
- 2014: Welch Award in Chemistry
- 2014: Robert Robinson Award
- 2017: Wolf Prize in Chemistry

## Mitgliedschaften
- 1963: Phi Beta Kappa
- 1964: Phi Lambda Upsilon
- 1966: Sigma Xi
- 1984: National Academy of Sciences
- 1984: American Academy of Arts and Sciences
- 1995: California Academy of Sciences
- 1999: American Association for the Advancement of Science
- American Chemical Society